# Schloss Wederau

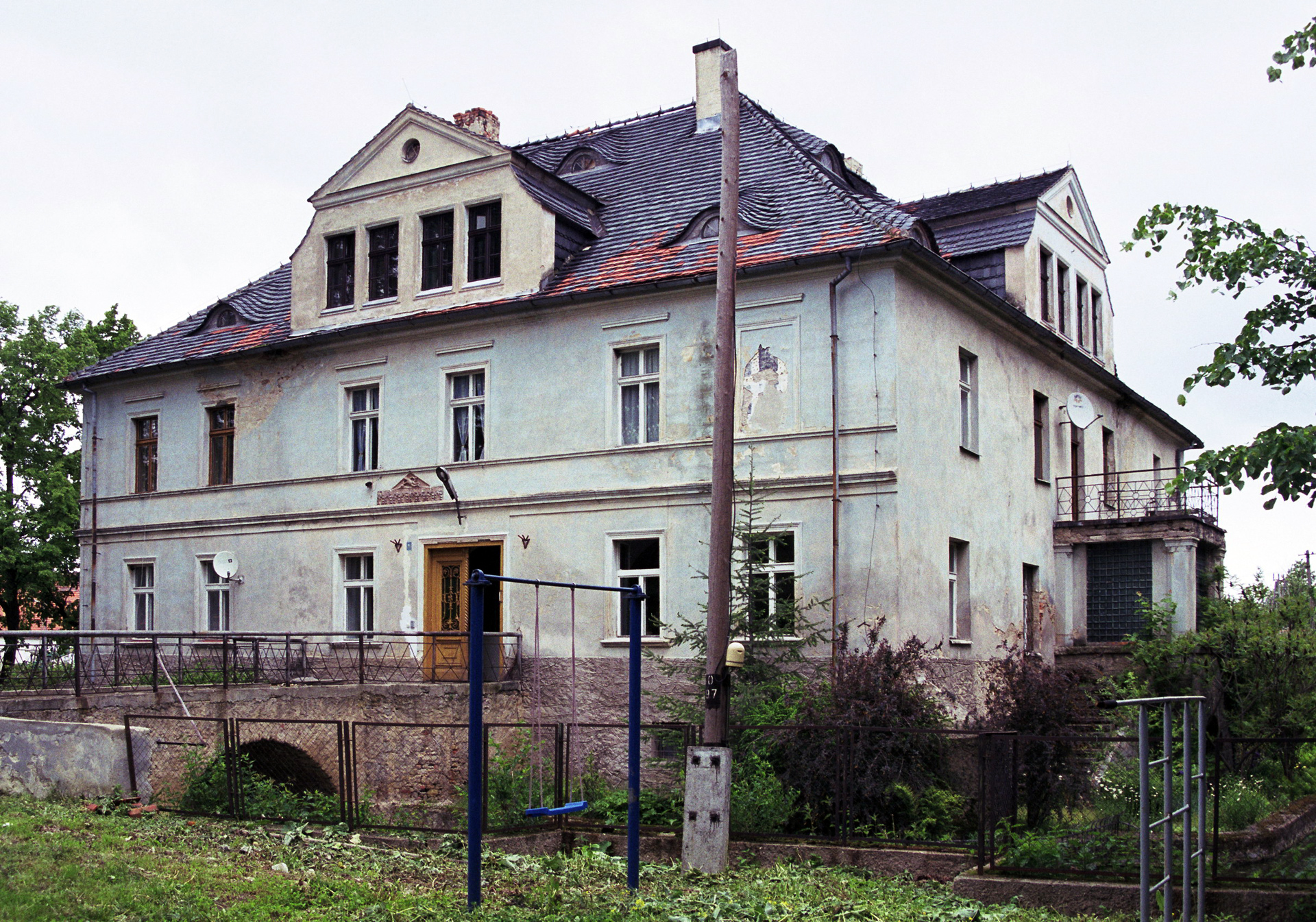
Schloss Wederau

Das Schloss Wederau (polnisch Pałac w Wiadrowie) ist ein Schloss in Wiadrów (deutsch Wederau) in der Landgemeinde Paszowice (Poischwitz) im Powiat Jaworski (Kreis Jauer) in der Woiwodschaft Niederschlesien in Polen.

## Geschichte
Das Schloss Wederau entstand vermutlich an der Stelle einer 1430 in den Hussitenkriegen abgebrannten Ritterburg. Es wurde um die Mitte des 16. Jahrhunderts von der Familie von Reibnitz im Stil der Renaissance errichtet. Aus dieser Zeit stammt die Bekrönung über dem Portal mit acht Wappenkartuschen sowie einem liegenden Putto mit Sanduhr. 1770 wurde es zu einem Barockschloss umgebaut. Im 3. Viertel des 19. Jahrhunderts wurde es modernisiert, wodurch die barocken Stilmerkmale verloren gingen.
Nach dem Übergang an Polen infolge des Zweiten Weltkriegs 1945 wurde das Schloss verstaatlicht und durch eine volkseigene PRG genutzt. Nach der politischen Wende 1989 wurde es privatisiert.